# Kenneth Taylor
Kenneth Marlar Taylor (Enid, 23 dicembre 1919 – Tucson, 25 novembre 2006) è stato un generale statunitense.

## Biografia
Sottotenente dell'esercito degli Stati Uniti, durante l'attacco di Pearl Harbor da parte dei giapponesi il 7 dicembre 1941, riuscì a decollare dalla base militare di Haleiwa a bordo di un P-40 e, insieme al sottotenente George Welch anche lui a bordo di un P-40, fu uno dei pochi piloti americani che riuscì a contrastare efficacemente gli aerei giapponesi in volo sopra la base aeronavale.
I due piloti americani riuscirono ad effettuare due missioni aeree sopra Pearl Harbor: Taylor rivendicò l'abbattimento di almeno due aerei giapponesi, il probabile abbattimento di un terzo aereo e il danneggiamento di un altro velivolo nemico, mentre Welch ottenne quattro vittorie aeree.